# 미들급 (종합격투기)
미들급(Middleweight)은 단체에 따라 다양한 체중을 가리킨다:
- 로드 FC의 미들급은 84 kg (185 lb) 이하이다.
- UFC의 미들급은 77 ~ 84 kg (171 ~ 185 lb)이다.
- 원 챔피언십의 미들급은 90 kg (198.4 lb) 이하이다.

## 설명
미들급은 웰터급과 라이트헤비급 사이의 체급이다. 체급 표준화로 인해 많은 종합격투기 웹사이트가 77.5 ~ 84 kg (171 ~ 185 lb)을 미들급이라 여긴다. 네바다주 체육 위원회가 정한 미들급 체중 상한은 84 kg (185 lb)이다.

## 프로페셔널 챔피언

### 현재 챔피언
이 표는 항상 최신이 아니다. 마지막 업데이트 날짜는 2024년 3월 15일이다.
| 단체         | 벨트 획득일      | 챔피언               | 기록                | 방어 횟수 |
| ------------ | ---------------- | -------------------- | ------------------- | --------- |
| 로드 FC      | 2016년 1월 31일  | 차정환               | 13-6 (5KO 6SUB)     | 1         |
| UFC          | 2024년 1월 20일  | 드리커스 두 플레시스 | 21-2 (9KO)          | 1         |
| 벨라토르 MMA | 2015년 10월 23일 | 라파엘 카발로        | 14-1 (11KO)         | 2         |
| KSW          | 2015년 11월 28일 | 마메드 칼리도프      | 34-4-2 (13KO 17SUB) | 1         |

## 같이 보기
- 로드 FC 챔피언 목록

## 참조
1. ↑  “Nevada Revised Statutes: CHAPTER 467 - UNARMED COMBAT”. 《http://www.leg.state.nv.us》 (영어). 2007년 2월 20일에 확인함. |work=에 외부 링크가 있음 (도움말)